# Friedrich Panzinger
Friedrich Panzinger (* 1. Februar 1903 in München; † 8. August 1959 ebenda) war ein deutscher Polizeibeamter, Jurist und SS-Führer. In der Zeit des Nationalsozialismus war er Leiter der Amtsgruppe IV A des Reichssicherheitshauptamtes (RSHA), von August 1943 bis Mai 1944 Führer der Einsatzgruppe A im Baltikum und Generalbezirk Weißruthenien sowie ab 15. August 1944 Chef des Reichskriminalpolizeiamtes (Amt V des Reichssicherheitshauptamtes). Innerhalb der SS stieg er bis zum SS-Oberführer auf. Nach dem Zweiten Weltkrieg war er Mitarbeiter des Bundesnachrichtendienstes (BND).

## Frühe Jahre
Panzinger trat nach Abschluss der Oberrealschule 1919 in den Polizeidienst der Stadt München ein. Er nahm an einer Einstellungsprüfung für den mittleren Polizeidienst teil und wurde als Polizist in das Beamtenverhältnis aufgenommen. Später wechselte er zur Politischen Polizei in seiner Heimatstadt. Als Abendschüler holte er 1927 das Abitur nach. Danach absolvierte er neben dem Polizeidienst ein Jurastudium und legte 1931 sein Referendarexamen und 1934 die große juristische Staatsprüfung ab. Er wurde anschließend in den höheren Polizeidienst als Regierungsassessor übernommen und wurde später zum Regierungsrat befördert.
Nach der nationalsozialistischen Machtergreifung trat Panzinger im Sommer 1933 der SA bei, am 15. Juli 1937 beantragte er die Aufnahme in die NSDAP und wurde rückwirkend zum 1. Mai desselben Jahres aufgenommen (Mitgliedsnummer 5.017.341). Der SS schloss sich Panzinger am 20. April 1939 an (SS-Nummer 322.118). Ohne alle vorangehenden Dienstgrade durchlaufen zu haben, wurde er im November 1939 zum SS-Sturmbannführer ernannt. Noch vor Kriegsbeginn war er als Kriminalkommissar in der Staatspolizeileitstelle Berlin eingesetzt.

## Zweiter Weltkrieg
Mit der Bildung des Reichssicherheitshauptamtes Mitte September 1939 wurde Panzinger als Leiter des Amtsbereiches IV A (Gegenerbekämpfung) tätig. Von hier wurde er im Sommer 1940 mit einem Auslandsauftrag betraut und übernahm ab September die Aufgaben eines Sonderbeauftragten der Sicherheitspolizei bei der deutschen Gesandtschaft in Sofia. So lautete eine Kurzeinschätzung seines Dienstvorgesetzten, des Leiters der Gesandtschaft Herbert von Richthofen, dass der Polizei-Verbindungsführer Panzinger "loyal und bewährt" arbeitet und zur Entlassung der Gesandtschaft beiträgt.  Erst Anfang September 1941 trat Panzinger seinen Dienst als Leiter der Amtsgruppe IV A (Gegnerbekämpfung) im Amt IV (Gegnererforschung und -bekämpfung – Gestapo beim Leiter SS-Brigadeführer und Generalmajor der Polizei Heinrich Müller) des Reichssicherheitshauptamtes an. Die Amtsgruppe IV A Panzingers bestand aus den Referaten:
- IV A 1 (Kommunismus, Marxismus und Nebenorganisationen, Kriegsdelikte, illegale und Feindpropaganda): SS-Sturmbannführer und Kriminaldirektor Josef Vogt, ab August 1941 SS-Hauptsturmführer Günther Knobloch
- IV A 2 (Sabotageabwehr, Sabotagebekämpfung, Politisch-polizeiliche Abwehrbeauftragte, Politisches Fälschungswesen): SS-Hauptsturmführer und Kriminalkommissar Horst Kopkow
- IV A 3 (Reaktion, Opposition, Legitimismus, Liberalismus, Emigranten, Heimtücke-Angelegenheiten – soweit nicht IV A 1): SS-Sturmbannführer und Kriminaldirektor Willy Litzenberg
- IV A 4 (Schutzdienst, Attentatsmeldung, Überwachungen, Sonderaufträge, Fahndungstrupp): SS-Sturmbannführer und Kriminaldirektor Franz Schulz.

Als Leiter der Amtsgruppe IV A wurde Panzinger zum Spätsommer 1941 zusätzlich die Leitung der im Reichssicherheitshauptamt gebildeten Sonderermittlungsgruppe „Rote Kapelle“ übertragen. Mit ihr sollten die im August 1941 erstmalig von der Funkabwehr aufgefangenen, chiffrierten Sprüche die zwischen Moskau und einem Funker mit dem vagen Sendeplatz in Westeuropa ausgetauscht worden waren, untersucht werden. Im Januar 1941 wurde er zum SS-Obersturmbannführer befördert, im April 1943 zum SS-Standartenführer und im September 1943 zum SS-Oberführer.
Vom 4. September 1943 bis Mai 1944 führte Panzinger als Nachfolger von Humbert Achamer-Pifrader die aus drei Einsatzkommandos bestehende Einsatzgruppe A, die im Bereich der Heeresgruppe Nord im Baltikum und Weißruthenien als Teil der Einsatzgruppen der Sicherheitspolizei und des SD die sicherheitspolizeilichen Belange wahrzunehmen und zugleich die Liquidierung aller potentiellen Gegner und der „rassisch Minderwertigen“ durchzuführen hatte. In dieser Zeit war Panzinger auch Befehlshaber der Sicherheitspolizei und des SD im Reichskommissariat Ostland mit Sitz in Riga.
Eine Umorganisation des Amtes IV des RSHA im März 1944 führte zu einer Aufteilung der Fach- und Gebietsabteilungen zwischen Panzinger und Achamer-Pifrader. Während Panzinger mit der Amtsgruppe IV A die Leitung der Fachabteilungen übernahm, kamen zur Amtsgruppe IV B unter Achamer-Pifrader die Gebietsabteilungen. Panzingers Amtsgruppe stellte sich nun wie folgt dar:
- IV A 1 (Opposition): Panzinger
- IV A 2 (Sabotage): Horst Kopkow
- IV A 3 (Abwehr): SS-Obersturmbannführer Walter Huppenkothen
- IV A 4 (Weltanschauliche Gegner): SS-Obersturmbannführer Adolf Eichmann
- IV A 5 (Sonderfälle): SS-Standartenführer und Regierungsdirektor Rudolf Mildner
- IV A 6 (Kartei, Akten, Schutzhaft): SS-Sturmbannführer, Regierungs- und Kriminalrat Dr. Emil Berndorff

Ab 15. August 1944 führte Panzinger das Amt V (Reichskriminalpolizeiamt) des RSHA als Nachfolger von Arthur Nebe, der aufgrund seines Wissens um das Hitlerattentat vom 20. Juli 1944 untertauchte. Für sein regimetreues Handeln nach dem Attentat im Zuge seiner Beteiligung an der Niederschlagung und Ermittlungen wurde er Mitte Oktober zum Oberst der Polizei ernannt und Ende November 1944 mit dem Deutschen Kreuz in Silber ausgezeichnet.
Panzinger war mitverantwortlich für die Ermordung des kriegsgefangenen französischen Generals Gustave Mesny am 19. Januar 1945 in der Nähe der Stadt Nossen (Sachsen).

## Nach Kriegsende
Nach Kriegsende hielt sich Panzinger bei Linz auf. Er wurde im Oktober 1946 festgenommen und an die Sowjetunion ausgeliefert. In Moskau wurde er am 22. März 1952 zu drei Mal 25 Jahren Zwangsarbeit verurteilt, die später auf 25 Jahre herabgesetzt wurden. Als sogenannter Nichtamnestierter wurde er im September 1955 in die Bundesrepublik Deutschland entlassen.

## Operation Panoptikum
Als Regierungsrat zur Wiederverwendung (z. Wv.) wurde Panzinger mit dem Decknamen „Heinz Paulsen“, Verwaltungsnummer V-1150, Mitarbeiter des Bundesnachrichtendienstes unter Reinhard Gehlen und war später (1959) an die CIA übergeben. Friedrich Panzinger und andere ehemalige NS-Personen wirkten seit 1957 unter dem V-Mann-Führer Friedrich Busch bei der von Heinz Felfe geleiteten Operation Panoptikum (Codename UJNUTLET), bei der Panzinger als Doppelagent gegen den KGB eingesetzt werden sollte.
Als die Staatsanwaltschaft gegen Panzinger wegen der im Januar 1945 durchgeführten Ermordung des französischen Generals Gustave Mesny Anklage erhob, entzog er sich seiner Verhaftung am 8. August 1959 durch Suizid (Vergiftung) in der Untersuchungshaftanstalt. Danach sollte Friedrich Busch die Rolle von Panzinger übernehmen und wurde während der Olympischen Spiele 1960 in Rom als Agent des KGB angeworben. Die „Operation Panoptikum“ endete 1961 mit der Festnahme von Heinz Felfe als Doppelagent.